# 遠坂めぐ
遠坂 めぐ（えんさか めぐ、1998年3月11日 - ）は、日本の女性シンガーソングライター、作詞家、作曲家、ピアニスト、YouTuber、TikToker。東京都出身。血液型はA型。愛称は「おめぐ」、「めぐたん」。ファンの総称は「めぐ民（みん）」。イメージカラーは赤と黄。UUUM所属。

## 来歴
5歳でピアノと作曲を始める。以来、オリジナル作品1000曲以上。小学4年のときに学校の強豪合唱部に入り、歌うことの楽しさを覚える。13歳からシンガーソングライターとして活動。

2013年　中学3年のときに大手レコード会社と育成契約を結ぶ。

2016年　4月、慶應義塾大学環境情報学部入学。大学進学を機にレコード会社との育成契約が解除となるが、その後も学業のかたわら作曲を続ける。

2017年　7月、音楽活動を応援してくれていた父と死別。父が生前に遺した「めぐは自分の好きなことをやったらいいんだよ」の言葉を励みに音楽の道を続けることを決意。フリーでのライブ活動を始める。

2019年　4月、いぎなり東北産に楽曲「コンビニエント・エゴ」を提供。作詞家・作曲家（当時はhalu-note名義）として最初の楽曲提供となる。6月、自身初のワンマンライブを開催。10月、ミス慶應SFCコンテスト2019ファイナリスト、LaLa賞受賞。

2020年　3月、慶應義塾大学環境情報学部卒業。卒業後もフリーのシンガーソングライターとしての活動を継続するが、コロナ禍によりこの年に予定していたライブはすべて中止（無期限延期）となる。4月、YouTubeへの動画配信と毎週土曜日23時のYouTubeライブの定期配信を開始した。8月、1stデジタルシングルとして、コロナ禍で会えない寂しさと再会を願う思いを歌ったオリジナル曲「うすしお」をリリース。

2021年　この年は著名なアーティストへの楽曲提供も積極的に行った。代表作に森七菜の「背伸び」があるほか、AKBグループへの楽曲提供も行っている。

2022年　2月よりTikTokに毎日投稿を開始。オリジナル曲「切れてるバターにキレてます！」が1日で10万回再生となる。以後、「キレてます」シリーズを毎日投稿。3月、2年4か月ぶりにワンマンライブを開催。ライブ会場で1stミニアルバム「いっぷく。」を発売した。6月、YouTubeチャンネル登録者数が10万人を突破。7月、「キレてます」シリーズがシリーズ総再生3億回を超える。10月、フジテレビ系列の芸能界特技王決定戦 TEPPENピアノ部門に出演。12月、『小説新潮』にコラムを寄稿。12月、TikTok Awards 2022 Music Creator of the Year（TikTok Music部門 最優秀賞）を受賞。

2023年　2月、芸能界特技王決定戦 TEPPENピアノ部門に二度目の出演。「キレてます」シリーズが初投稿から1年間でYouTube、TikTok累計再生6億回を記録。3月、YouTubeチャンネル登録者数が20万人を突破。3月、動画クリエイターとしてUUUMへの所属を発表した。8月にリリースした「もうすぐ花火はじまるよ」は楽曲を使用した動画の総再生数が累計で1億回を超えた。11月、ジュエリーブランドJAM HOME MADEとの初のタイアップ曲となる「タイトル未定」をリリースした。11月、YouTubeチャンネル登録者数が30万人を突破。

2024年　1月、芸能界特技王決定戦 TEPPENピアノ部門に三度目の出演。1月にリリースした「明日君に会えるせいだ」はYouTube shorts楽曲使用ランキングにウィークリーで最高7位、デイリーで最高3位にランクインした。
3月には同楽曲のミュージックビデオが初めて100万回再生を超えた。4月、YouTubeチャンネル登録者数が40万人を突破。5月、初のフルアルバムの制作を発表した。あわせてそれに向けてのクラウドファンディングを6月30日まで実施し、目標額（200万円）の150%を達成した。7月、あしざるFCが主催するフットサル試合「F GAME.2」の試合前国歌斉唱にて君が代を独唱した。9月、ファーストフルアルバム「キレハシズム」が完成し、CDと配信でリリースした。12月、YouTubeチャンネル登録者数が50万人を突破。

2025年　1月、YouTubeライブの定期配信を毎週水曜日20時に変更した。3月、初のホールワンマンライブを浅草花劇場にて開催した。6月、毎週水曜日の定期配信を終了し、7月以降、毎日のショート動画投稿、不定期配信、フリーライブを中心とした日常活動に切り替えた。8月、アルバム「キレハシズム」のリード曲「赤点だらけの毎日でも」のミュージックビデオ（2024年12月公開）の再生数が初めて200万回に達した。

## 人物
- 一人っ子で兄弟はいない[43]。
- 名前の由来は人やご縁に恵まれるように漢字で「恵」、読みは海外でも"meg"と呼びやすいように「めぐ」と両親が名づけた。3歳の時にひらがな表記の「めぐ」に改名した[44][45]。
- 大学入試では第一志望だった慶應義塾大学法学部にも合格したが、入試時の面接が楽しかったという理由で同じ慶応義塾大学でも遠距離通学となる湘南藤沢キャンパス(SFC)の環境情報学部に入学した[45]。
- 身長は2019年10月、ミス慶應SFCコンテストの際に163cmと公称していたが[46]、1年後の2020年9月に164cmに伸びたことをXで報告している[47]。
- 愛称は、いぎなり東北産とのツーマンライブを行った際に東北産のメンバーとファンから「めぐたん」呼びされるようになった[48]。YouTube30万人記念ライブ配信の際に「めぐたん」呼びについて聞かれて「めっちゃうれしい」と答えた。これを機にファンからの愛称をもう一つ決めることになって、「めぐめぐ」「めぐっち」「ちゃんめぐ」などいろいろ意見が出たが最終的に「おめぐ」がいいとなった[49][50]。
- 2023年3月のライブでUUUMへの所属を発表した。ただし、動画クリエイターとしてのマネジメントで、音楽アーティストとしては依然としてフリーである。現在はUUUMのサイトに遠坂めぐの広報が掲載されるほか[51]、UUUMの公式物販サイトであるCreator Storeで遠坂めぐグッズの通信販売が行われている[52]。
- ピアノを始めたのは何歳かという質問に対して、公式の動画で5歳と答えている[1]が、時によって6歳（小学1年）と答えることもある[53]。
- 作曲を始めたのはピアノを始めたのとほぼ同時期で、幼少期からピアノ以上に作曲の楽しさに熱中したという。今日まで1000曲以上を作曲している。
- 13歳からシンガーソングライターとして活動し、14歳で大手レコード会社と育成契約を結ぶが、18歳で大学受験を機に契約解除となった。デビューのチャンスをつかめなかった理由として、当時の遠坂めぐは作曲に没頭するものの音楽を通して人に伝えたいメッセージが明確でなかったこと、当時の歌唱力が低かったことを挙げている[4]。
- 2020年にコロナ禍でライブができなかったことからYouTubeでの動画投稿を開始し、2022年にTikTokで「切れてるバターにキレてます！」のショート動画がバズったことを契機に動画クリエイターとしても人気を得ているが、自身はあくまでもシンガーソングライターとしての音楽活動を中心と考えている[4]。
- 絶対音感があり、初めて聴く曲でもほとんどの曲は耳コピーでピアノ演奏できる。ポップス系の曲ならメロディーさえ知っていれば、（楽譜を見たことがなくても）そのメロディにふさわしいコード進行の伴奏を即興でつけてピアノ演奏できる[54][55]。
- 素敵な詩があれば、その詩にふさわしいメロディと伴奏を即興作曲しながらピアノ弾き語りができる。YouTubeショートで既存曲の歌詞だけを与えて1分で即興作曲する「1分で作曲シリーズ」をやっている[56]。
- 他人の曲は耳コピーするし、自分の曲も頭のなかで作曲するため、楽譜を使うことがほとんどない。TEPPENに出演した際は楽譜で曲が与えられたが、練習5日目で完全に暗譜してそれ以降は楽譜を全く使わずに練習し、本番に臨んだ[57]。
- ピアノを演奏しながらそれをBGMにして、全く関係ないことを普通にしゃべることができる[45][58][59]。
- ライブ配信中に左手でおにぎりを食べながら右手だけでチャットのリクエスト曲をピアノ演奏したことがある[60][61][62]。同じ配信では左手でスマホにインスタグラム投稿の文字を打ちながら右手でリクエストの「365日サンタクロース」を弾いてみせた[63]。
- MBTIの性格診断ではINFP(仲介者)タイプと出た[64]。
- 2024年から2025年にかけて、TikTok主催のイベントでたびたび司会に起用されている[65]。
- イメージカラーはファンの人気投票で赤が選ばれたのに加え、それを発表したときの衣装が雪印メグミルクの「切れてるバター」のパッケージのような赤いシャツと黄色いパンツだったことに因んで、このバターカラーの赤と黄をイメージカラーとすることになった[66]。

## ディスコグラフィ

### デジタルシングル
| No.  | 発売日         | タイトル                     | 作詞     | 作曲     | 編曲     | 形態     | MV     | LIVE          |
| ---- | -------------- | ---------------------------- | -------- | -------- | -------- | -------- | ------ | ------------- |
| 1st  | 2020年8月22日  | うすしお                     | 遠坂めぐ | 遠坂めぐ | 遠坂めぐ | 音楽配信 | [ 10 ] | [ 67 ]        |
| 2nd  | 2020年12月24日 | 新曲                         | 遠坂めぐ | 遠坂めぐ | 太田貴之 | 音楽配信 | [ 68 ] | [ 69 ]        |
| 3rd  | 2021年3月26日  | 5時半過ぎの音楽室で          | 遠坂めぐ | 遠坂めぐ | 太田貴之 | 音楽配信 | [ 70 ] |               |
| 4th  | 2021年7月9日   | 恋人はシンガーソングライター | 遠坂めぐ | 遠坂めぐ | 太田貴之 | 音楽配信 | [ 71 ] |               |
| 5th  | 2022年7月30日  | インスタントオリジナリティ   | 遠坂めぐ | 遠坂めぐ | 太田貴之 | 音楽配信 | [ 72 ] | [ 73 ]        |
| 6th  | 2023年7月29日  | 真夏のパラドックス           | 遠坂めぐ | 遠坂めぐ | 太田貴之 | 音楽配信 | [ 74 ] | [ 75 ]        |
| 7th  | 2023年8月4日   | もうすぐ花火はじまるよ       | 遠坂めぐ | 遠坂めぐ | 太田貴之 | 音楽配信 | [ 23 ] | [ 76 ] [ 77 ] |
| 8th  | 2023年10月13日 | さとり世代                   | 遠坂めぐ | 遠坂めぐ | 太田貴之 | 音楽配信 | [ 78 ] | [ 79 ]        |
| 9th  | 2023年11月13日 | タイトル未定                 | 遠坂めぐ | 遠坂めぐ | 太田貴之 | 音楽配信 | [ 25 ] | [ 80 ]        |
| 10th | 2024年1月13日  | 明日君に会えるせいだ         | 遠坂めぐ | 遠坂めぐ | 太田貴之 | 音楽配信 | [ 28 ] | [ 81 ] [ 82 ] |
| 11th | 2024年3月9日   | ピアス                       | 遠坂めぐ | 遠坂めぐ | 太田貴之 | 音楽配信 | [ 83 ] | [ 84 ]        |
| 12th | 2024年6月8日   | 私が結婚するまでは           | 遠坂めぐ | 遠坂めぐ | 太田貴之 | 音楽配信 | [ 85 ] | [ 86 ]        |
| 13th | 2025年4月11日  | 72点のエトセトラ             | 遠坂めぐ | 遠坂めぐ | 太田貴之 | 音楽配信 | [ 87 ] | [ 88 ]        |

### ミュージックビデオ
| 公開日         | タイトル                            | 作詞     | 作曲              | 編曲              | MV     | LIVE   |
| -------------- | ----------------------------------- | -------- | ----------------- | ----------------- | ------ | ------ |
| 2022年12月15日 | 365日サンタクロース                 | 遠坂めぐ | 遠坂めぐ 太田貴之 | 遠坂めぐ 太田貴之 | [ 89 ] | [ 90 ] |
| 2023年2月23日  | 切れてるバターにキレてます！フルver | 遠坂めぐ | 遠坂めぐ          |                   | [ 91 ] |        |
| 2024年12月6日  | 赤点だらけの毎日でも                | 遠坂めぐ | 遠坂めぐ          | 太田貴之          | [ 92 ] | [ 93 ] |

（デジタルシングル以外のミュージックビデオ）

### ミニアルバム
| No. | 発売日        | タイトル   | 収録曲            | 作詞     | 作曲     | 編曲     | 形態 | Trailer | LIVE   |
| --- | ------------- | ---------- | ----------------- | -------- | -------- | -------- | ---- | ------- | ------ |
| 1st | 2020年6月12日 | いっぷく。 | 1. もういっぱい   | 遠坂めぐ | 遠坂めぐ | 太田貴之 | CD   | [ 14 ]  |        |
| 1st | 2020年6月12日 | いっぷく。 | 2. メトロ         | 遠坂めぐ | 遠坂めぐ | 太田貴之 | CD   | [ 94 ]  | [ 95 ] |
| 1st | 2020年6月12日 | いっぷく。 | 3. カレーライス   | 遠坂めぐ | 遠坂めぐ | 太田貴之 | CD   | [ 96 ]  | [ 97 ] |
| 1st | 2020年6月12日 | いっぷく。 | 4. 普通の平日     | 遠坂めぐ | 遠坂めぐ | 太田貴之 | CD   | [ 98 ]  |        |
| 1st | 2020年6月12日 | いっぷく。 | 5. 月にありがとう | 遠坂めぐ | 遠坂めぐ | 太田貴之 | CD   | [ 99 ]  |        |

### アルバム
| No. | 発売日        | タイトル     | 収録曲                                 | 作詞     | 作曲     | 編曲     | 形態           | 音源    | LIVE            |
| --- | ------------- | ------------ | -------------------------------------- | -------- | -------- | -------- | -------------- | ------- | --------------- |
| 1st | 2024年9月25日 | キレハシズム | 1. 赤点だらけの毎日でも                | 遠坂めぐ | 遠坂めぐ | 太田貴之 | CD, 音楽配信   | [ 92 ]  | [ 93 ]          |
| 1st | 2024年9月25日 | キレハシズム | 2. 明日君に会えるせいだ                | 遠坂めぐ | 遠坂めぐ | 太田貴之 | CD, 音楽配信   | [ 28 ]  | [ 100 ]         |
| 1st | 2024年9月25日 | キレハシズム | 3. これ何の意味があるの？              | 遠坂めぐ | 遠坂めぐ | 太田貴之 | CD, 音楽配信   | [ 101 ] | [ 102 ] [ 103 ] |
| 1st | 2024年9月25日 | キレハシズム | 4. 東京は今日も雨だった                | 遠坂めぐ | 遠坂めぐ | 太田貴之 | CD, 音楽配信   | [ 104 ] |                 |
| 1st | 2024年9月25日 | キレハシズム | 5. 私が結婚するまでは                  | 遠坂めぐ | 遠坂めぐ | 太田貴之 | CD, 音楽配信   | [ 85 ]  | [ 86 ]          |
| 1st | 2024年9月25日 | キレハシズム | 6. この際だから言わせてもらうわ        | 遠坂めぐ | 遠坂めぐ | 太田貴之 | CD, 音楽配信   | [ 105 ] |                 |
| 1st | 2024年9月25日 | キレハシズム | 7. もうすぐ花火はじまるよ              | 遠坂めぐ | 遠坂めぐ | 太田貴之 | CD, 音楽配信   | [ 23 ]  | [ 106 ]         |
| 1st | 2024年9月25日 | キレハシズム | 8. どうして言えなかったんだろう        | 遠坂めぐ | 遠坂めぐ | 太田貴之 | CD, 音楽配信   | [ 107 ] |                 |
| 1st | 2024年9月25日 | キレハシズム | 9. ピアス                              | 遠坂めぐ | 遠坂めぐ | 太田貴之 | CD, 音楽配信   | [ 83 ]  | [ 84 ]          |
| 1st | 2024年9月25日 | キレハシズム | 10. Hi-Fiリアリティ                    | 遠坂めぐ | 遠坂めぐ | 太田貴之 | CD, 音楽配信   | [ 108 ] |                 |
| 1st | 2024年9月25日 | キレハシズム | 11. メルカリで売らないで               | 遠坂めぐ | 遠坂めぐ | 太田貴之 | CD, 音楽配信   | [ 109 ] |                 |
| 1st | 2024年9月25日 | キレハシズム | 12. 夕日とコーラ                       | 遠坂めぐ | 遠坂めぐ | 太田貴之 | CD, 音楽配信   | [ 110 ] | [ 111 ]         |
| 1st | 2024年9月25日 | キレハシズム | 13. もうすぐ花火はじまるよ（合唱Ver.） | 遠坂めぐ | 遠坂めぐ | 太田貴之 | CD bonus track | [ 112 ] |                 |
| 1st | 2024年9月25日 | キレハシズム | 14. 新曲                               | 遠坂めぐ | 遠坂めぐ | 太田貴之 | CD bonus track |         |                 |

### その他のオリジナル曲
| 公開日（初出） | タイトル                     | 作詞     | 作曲     | 編曲     | 形態（初出）   | 音源・演奏     |
| -------------- | ---------------------------- | -------- | -------- | -------- | -------------- | -------------- |
| 2016年8月16日  | 大嫌い                       | 遠坂めぐ | 遠坂めぐ |          | Instagram      | [ 113 ]        |
| 2016年11月14日 | 肉まんのせいだよ             | 遠坂めぐ | 遠坂めぐ |          | Instagram      | [ 114 ]        |
| 2020年12月27日 | Have a great new year        | 遠坂めぐ | 遠坂めぐ |          | Instagram      | [ 115 ]        |
| 2021年10月7日  | ラブソングなんて             | 遠坂めぐ | 遠坂めぐ |          | TikTok         | [ 116 ]        |
| 2022年2月23日  | 切れてるバターにキレてます！ | 遠坂めぐ | 遠坂めぐ |          | YouTube Shorts | [ 12 ] [ 117 ] |
| 2022年12月21日 | 大きな一軒家                 | 遠坂めぐ | 遠坂めぐ | 太田貴之 | ライブ録画     | [ 118 ]        |
| 2024年1月6日   | ぱせり                       | 遠坂めぐ | 遠坂めぐ |          | 配信archive    | [ 119 ]        |
| 2025年1月27日  | わかばごころ                 | 遠坂めぐ | 遠坂めぐ |          | YouTube        | [ 120 ]        |

（音源・演奏が公開されているオリジナル曲）

### タイアップ
| 起用年 | 楽曲                 | タイアップ                                                     | 音源    |
| ------ | -------------------- | -------------------------------------------------------------- | ------- |
| 2023年 | タイトル未定         | ジュエリーブランドJAM HOME MADE『名もなき指輪®』イメージソング | [ 122 ] |
| 2024年 | 赤点だらけの毎日でも | ラジオ大阪『バタやんのこころラジオ』2024年12月エンディング曲   |         |
| 2025年 | 赤点だらけの毎日でも | TikTok主催「不登校生動画甲子園2025」指定楽曲                   |         |

### 提供作品
| アーティスト   | 発売（公開）日 | タイトル             | 作詞                | 作曲                    | 編曲               | 形態                             | 演奏参加        | 音源            |
| -------------- | -------------- | -------------------- | ------------------- | ----------------------- | ------------------ | -------------------------------- | --------------- | --------------- |
| いぎなり東北産 | 2019年4月27日  | コンビニエント・エゴ | halu-note           | 太田貴之 halu-note      | 太田貴之 halu-note | single CD「Burnin' Heart」収録   |                 | [ 5 ]           |
| いぎなり東北産 | 2021年6月6日   | 気楽にいこうよ       | 遠坂めぐ            | 太田貴之 遠坂めぐ       | 太田貴之 遠坂めぐ  | album CD「東京インベーダー」収録 | ピアノ          | [ 125 ]         |
| いぎなり東北産 | 2023年11月6日  | 恋愛フィルター       | 遠坂めぐ            | 遠坂めぐ                | 太田貴之           | album CD「東北産万博」収録       | ピアノ          | [ 126 ] [ 127 ] |
| Mia REGINA     | 2019年8月21日  | 無謬の花             | 松井洋平            | 太田貴之 halu-note      | 太田貴之 halu-note | single CD                        |                 | [ 128 ]         |
| Mia REGINA     | 2019年10月9日  | 流れ星               | halu-note           | 太田貴之 halu-note      | 太田貴之 halu-note | TVアニメサウンドトラック盤CD収録 |                 | [ 129 ]         |
| 山出愛子       | 2020年3月3日   | 3月なんて            | 遠坂めぐ            | 太田貴之 遠坂めぐ       | 太田貴之 遠坂めぐ  | single CD「ピアス」収録          |                 | [ 130 ]         |
| 山出愛子       | 2020年4月29日  | ピアス               | 遠坂めぐ            | 太田貴之 遠坂めぐ       | 太田貴之 遠坂めぐ  | single CD                        | ピアノ          | [ 131 ]         |
| 山出愛子       | 2020年8月1日   | はなまる             | 遠坂めぐ            | 太田貴之 遠坂めぐ       | 太田貴之 遠坂めぐ  | digital single                   | ピアノ          | [ 132 ]         |
| 山出愛子       | 2020年12月2日  | 365日サンタクロース  | 遠坂めぐ            | 太田貴之 遠坂めぐ       | 太田貴之 遠坂めぐ  | digital single                   | ピアノ コーラス | [ 133 ]         |
| なかねかな     | 2021年2月13日  | 地獄で逢いましょう   | 遠坂めぐ            | 遠坂めぐ                | 太田貴之           | Music Video                      | ピアノ ピアニカ | [ 134 ]         |
| なかねかな     | 2021年8月27日  | AWA                  | なかねかな 遠坂めぐ | 遠坂めぐ                | 太田貴之           | digital single                   | コーラス        | [ 135 ]         |
| なかねかな     | 2022年11月25日 | おしり派             | なかねかな          | 遠坂めぐ ゆでたまご安井 |                    | digital single                   | コーラス        | [ 136 ]         |
| なかねかな     | 2023年8月1日   | blue                 | なかねかな          | 遠坂めぐ                | 太田貴之           | digital single                   | ピアノ MV出演   | [ 137 ]         |
| Awww!          | 2021年2月20日  | 君からの卒業         | 遠坂めぐ            | 遠坂めぐ 太田貴之       | 遠坂めぐ 太田貴之  | single CD「Maybe...」収録        |                 | [ 138 ] [ 139 ] |
| Nona Diamonds  | 2021年6月30日  | はじまりの唄         | 黒沢薫 遠坂めぐ     | 黒沢薫 太田貴之         | 黒沢薫 太田貴之    | single CD                        |                 | [ 140 ]         |
| 森七菜         | 2021年10月27日 | 背伸び               | 新海誠              | 遠坂めぐ 太田貴之       | 太田貴之           | digital single                   |                 | [ 11 ]          |
| 古畑奈和       | 2022年8月24日  | ひかりさす           | 黒沢薫 遠坂めぐ     | 黒沢薫                  | 黒沢薫             | single CD                        |                 | [ 141 ]         |

### 提供作品のタイアップ
| アーティスト | 起用年 | 楽曲                | タイアップ                                                       | 音源    |
| ------------ | ------ | ------------------- | ---------------------------------------------------------------- | ------- |
| Mia REGINA   | 2019年 | 無謬の花            | TVアニメ『可愛ければ変態でも好きになってくれますか?』ED主題歌    |         |
| Mia REGINA   | 2019年 | 流れ星              | TVアニメ『可愛ければ変態でも好きになってくれますか?』第7話挿入歌 |         |
| 山出愛子     | 2020年 | ピアス              | RKBラジオ もちこみっ! 2020年4月度エンディング曲                  |         |
| 山出愛子     | 2020年 | 365日サンタクロース | ペアジュエリーブランド「THE KISS」2020年CM《LOVEFUL CHRISTMAS》  | [ 144 ] |

### 参加作品
| アーティスト | 発売日（公開日） | 楽曲                                        | 参加パート                         | 音源    |
| ------------ | ---------------- | ------------------------------------------- | ---------------------------------- | ------- |
| まなみのりさ | 2018年8月9日     | 三ツ葉                                      | ピアノ                             | [ 146 ] |
| とおるす     | 2020年2月8日     | Pretenderから始まる令和ベストヒットメドレー | ヴォーカル・コーラス               | [ 147 ] |
| とおるす     | 2023年4月1日     | KICK BACKから始まる2022ベストヒットメドレー | ヴォーカル・ラップ・コーラス       | [ 148 ] |
| 尾崎裕哉     | 2021年9月22日    | ロケット                                    | コーラス                           |         |
| なかねかな   | 2021年10月11日   | 2021年クソングメドレー                      | 編曲・ピアノ・コーラス             | [ 149 ] |
| 竹渕慶       | 2022年9月17日    | 前前前世から始まる慶應SFC出身者メドレー     | ピアノ・ヴォーカル・コーラス       | [ 150 ] |
| Rabbit Cat   | 2023年4月30日    | 超流行ったTikTok曲メドレー                  | ヴォーカル・コーラス               | [ 151 ] |
| Rabbit Cat   | 2024年12月24日   | クリスマスメドレー                          | ピアノ・ヴォーカル                 | [ 152 ] |
| リアルピース | 2023年9月25日    | リアルピース×遠坂めぐメドレー               | 編曲・ピアノ・ヴォーカル・コーラス | [ 153 ] |

## 主な出演

### テレビ番組
- 〜夢のオーディションバラエティー〜Dreamer Z（2021年11月21日、テレビ東京）[154]
- NHK NABE （2022年7月6日、NHK）[155]
- スクール革命!（2022年8月14日、日本テレビ）[156]
- 芸能界特技王決定戦 TEPPEN 第25回（2022年10月22日、フジテレビ）[17]
- 芸能界特技王決定戦 TEPPEN 第26回（2023年2月4日、フジテレビ）[21]
- Z STUDIO ひまつぶ荘（2023年2月16日、日本テレビ）[157]
- マッチングBuzzアワード（2023年6月10日、17日、BSJapanext）[158][159]
- 芸能界特技王決定戦 TEPPEN 第28回（2024年1月13日、フジテレビ）[27]
- カル⭐︎チャる！（2024年7月22日、TOKYO MX）[160]
- RNC news every.（2024年10月18日、RNCテレビ（西日本放送））[161]
- RSKイブニングニュース（2024年10月18日、RSKテレビ（山陽放送））[162]
- RSKイブニングニュース（2025年4月25日、RSKテレビ（山陽放送））[163]

### ラジオ番組
- まるラジ（2018年2月1日、かわさきFM）[164][165][166]
- AuDee CONNECT（2022年8月23日、TOKYO FM）[167]
- FANTASY RADIO（2022年12月4日、FM NACK5）[168]
- SAITAMA Z MAP（2023年10月15日、FM NACK5）[169]
- 南川ある あるのあるがまま（2024年2月16日、FM HOT 839）[170]
- SAITAMA Z MAP（2024年3月3日、FM NACK5）[171]
- エネクルpresents まいにちザキヤマ（2024年4月15-18日、FM NACK5）[172]
- Wednesday Trend Finder（2024年4月17日、MID-FM761）[173]
- エネクルpresents まいにちザキヤマ（準レギュラー、2024年8月26-29日[174]、10月21-24日[175]、12月23-26日[176]、FM NACK5）
- TURNING POINT （2024年10月28日、BAYFM）[177]
- Sofficial Commustation （2024年11月2日、REDS WAVE 87.3）[178]
- エダコ&ラビキャの爆速！充電中（2024年11月15日、22日、29日、かわさきFM）[179]
- 山本洋之・横山天音のマウンテンパワーラジオ（2025年1月29日、かわさきFM）[180]
- エネクルpresents まいにちザキヤマ（準レギュラー、2025年2月24-27日[181]、4月21-24日[182]、6月30日-7月3日[183]、FM NACK5）

### CM・広告（案件）
- GTRACING株式会社「GT901」（2022）[184]
- JoyTunes Ltd「Simply Piano」（2022） [185][186]
- ナッシュ株式会社「nosh」（2022） [187][188]
- 株式会社Oh my teeth「Oh my teeth」（2022）[189]
- ELSA Co.Ltd「ELSA SPEAK」（2022）[190]
- 楽天市場「楽天学割」（2023）[191]
- Google×総務省「誹謗中傷問題 若年層向け啓発キャンペーン」（2023）[192][193]
- プレミアムウォーター株式会社「Locca Slim-R」（2023）[194]
- 株式会社ポーラ「肌ナビ」（2024）[195]
- 株式会社バンタン「バンタンクリエイターアカデミー」（2024）[196]
- 東宝株式会社「ゴジラxコング 新たなる帝国」（2024）[197]
- Shokz「OpenFit Air」（2024）[198]
- 三井住友海上プライマリー生命保険「AHARA」（2024）[199]
- TikTok｜CM「小さなことから、TikTokと。」遠坂めぐ・吉田直由篇（2024）[200][201][202]
- 株式会社ファインテック「チュッパチャプス自動販売機」（2025）[203]

### イベント出演

#### 2022
- TikTok Creative Festival TOKYO（2022年7月16日、渋谷MIYASHITA PARK）[204]
- YouTube Shorts1周年記念イベント（2022年7月28日、Googleオフィス）[205]
- HUG ROCK FESTIVAL2022（2022年8月9日、渋谷Gee-ge）[206]
- TikTok Awards Japan 2022（2022年12月6日、国立新美術館）[20]

#### 2023
- NHK NABE presents「SNSで（たぶん）バズったフェス2023」（2023年3月20日、新宿住友ホール）[207]
- HUG ROCK FESTIVAL2023（2023年8月9日、渋谷Gee-ge）[208]
- ストリートピアノ・フェス2023（2023年8月11日、ギャラクシティ西新井文化ホール）[209]
- コラボフェスティバルvol.1（2023年8月14日、新宿ReNY）[210]
- お台場冒険王 Creator Clear House（2023年8月26日、お台場冒険ランド）[211]
- TikTok Performers Festival 2023（2023年10月15日、ZEAL theater 新宿）[212]
- 遠坂めぐ×いぎなり東北産　ツーマンコンサート（2023年11月5日、渋谷Spotify O-WEST）[213]
- YouTube Shortsイベント（2023年12月10日、Googleオフィス）[214]

#### 2024
- Music Camp in 横浜ベイサイド（2024年3月9日、三井アウトレットパーク 横浜ベイサイド）[215]
- 空 MUSIC FES（2024年3月17日、三重県 Atelier KU）[216]
- 東急歌舞伎町タワー1st Anniversary スペシャルライブ（2024年4月13日、歌舞伎町シネシティ広場）[217]
- HUG ROCK FESTIVAL2024 GW（2024年5月2日、渋谷Gee-ge）[218]
- ANDANTE（2024年5月5日、KIWA TENNOZ）[219]
- ABETEN STREET BUTTERFLY（2024年5月12日、大阪あべのキューズモール）[220]
- IDOL POINT（2024年5月19日、新宿LUMINE 0）[221]
- SAKAE SP-RING 2024（2024年6月1日、名古屋栄CLOVER House）[222]
- Japan Music Summit 2024-2025 第2回（2024年6月21日、池袋西口公園野外劇場グローバルリング）[223]
- 東京アニメ青の学園祭2024（2024年6月30日、東京アニメ・声優＆eスポーツ専門学校北葛西校舎）[224]
- 南川ある FIRST TOUR 2024 「あるに夢中なあなたに”愛”に」〜ついにファイナル〜（2024年7月15日、御茶ノ水KAKADO）[225]
- F GAME.2（国歌斉唱、2024年7月21日、アリーナ立川立飛）[226][34]
- YouTube Creator Collective 九州・沖縄（2024年7月26, 27日、福岡）[227]
- HUG ROCK FESTIVAL2024 サマー（2024年8月14日、渋谷TAKE OFF7）[228]
- ABETEN STREET BUTTERFLY 2024秋（2024年10月6日、大阪天王寺公園エントランスエリアてんしば）[229]
- TikTok Connect By Tourism 〜瀬戸内の魅力発信・裏瀬戸芸プロジェクト〜（2024年10月14～18日、香川県内各地）[230]
- かがわそら博2024（2024年11月23日、サンメッセ香川）[231]

#### 2025
- Japan Music Summit 2025（2025年1月12日、池袋西口公園野外劇場グローバルリング）[232]
- プチハグロック2025ウィンター（2025年2月3日、渋谷Star Lounge）[233]
- TikTok Japan主催「みんなで守ろう『ネットコミュニティ』プロジェクト」偽・誤情報対策ワークショップ（2025年2月5日）[234]
- ギャラクシティ30周年記念 ストリートピアノ・フェス2025（2025年3月9日、ギャラクシティ西新井文化ホール）[235]
- F GAME.3（国歌斉唱、2025年3月22日、アリーナ立川立飛）[236]
- 第2回鈴音祭（2025年4月13日、静岡駿府城公園紅葉山庭園前広場）[237]
- TikTok Connect By Tourism 〜瀬戸内の魅力発信・裏瀬戸芸プロジェクト〜（2025年4月20-25日、香川県内各地）[238]
- HUG ROCK FESTIVAL2025 GW（2025年5月1日、渋谷aube）[239]
- ABETEN STREET BUTTERFLY 2025（2025年5月11日、大阪あべのキューズモール）[240]
- クリエイターズフリマ！（出店、2025年6月8日、台場シンボルプロムナード公園セントラル広場）[241]
- STEAM FESTIVAL（2025年6月28日、上野恩賜公園竹の台広場）[242]
- ㈱Atelier KU 住まいの相談会（2025年7月5日、三重県イオンモール東員）[243][244]
- “なつこい” Sound Stage TOCHIGI 2025 with とちぎ盆祭り（2025年7月19日、栃木市大平運動公園）[245][244]

### イベント司会
- TikTok、時事通信社主催「iJAMP自治体実務セミナー2024」（2024年11月28日、時事通信ホール）[246][247]
- 京都市×TikTokの連携協定締結式（2025年4月9日、京都市役所本庁舎）[248][249]
- TikTok「キッチンカーin 高松」開会式（2025年4月26日、高松丸亀町壱番街前ドーム広場）[250]
- TikTok経済レポート発表会（2025年6月4日、TikTok Japan オフィス）[251][252]
- GLOCOM主催「みんなで守ろう『ネットコミュニティ』フォーラム」（2025年6月7日、東京ミッドタウン日比谷 BASE Q ホール）[253][254]
- TikTok主催「不登校生動画甲子園2025」表彰式（2025年8月24日、横浜市開港記念会館）[124][255]

## ライブ

### ワンマンライブ
| 開催年 | 月日     | タイトル | 場所     | 会場               | 出典          |
| ------ | -------- | --- | -------- | ------------------ | ------------- |
| 2019   | 6月27日  | 遠坂めぐ Live-note vol.0 ～とおさかじゃなくて、えんさかと申します～                                             | 大岡山   | Goodstock Tokyo    | [ 6 ]         |
| 2019   | 11月29日 | 遠坂めぐ Live-note vol.0.5 ～とおさかじゃなくて、えんさかと申します～                                           | 高田馬場 | 四谷天窓.comfort   | [ 256 ]       |
| 2022   | 3月12日  | 遠坂めぐ Live-note vol.1 1stミニアルバム「いっぷく。」発売記念ライブ ～とおさかじゃなくて、えんさかと申します～ | 学芸大学 | APIA40             | [ 13 ]        |
| 2022   | 8月5日   | 遠坂めぐ Live-note vol.2 夏だ！祭りだ！わんさかえんさか！                                                       | 学芸大学 | APIA40             | [ 257 ]       |
| 2022   | 12月16日 | 遠坂めぐ クリスマススペシャルライブ2022 ～All is bright, Holy Night～                                           | 学芸大学 | APIA40             | [ 258 ]       |
| 2023   | 3月25日  | 遠坂めぐ 生誕祭2023 歌ってしゃべって、新しいスタートがキレてます！                                              | 下北沢   | Studio BAYD        | [ 259 ]       |
| 2023   | 11月12日 | 遠坂めぐ Live-note vol.3 昼は短し歌えよ乙女                                                                     | 飯田橋   | スペースウィズ     | [ 260 ]       |
| 2024   | 3月24日  | 遠坂めぐ Birthday ワンマンライブ2024 Day&Nightで歌わないと！ 〜〇〇からの卒業〜                                 | 四谷     | Honey Burst        | [ 261 ]       |
| 2024   | 8月4日昼 | 遠坂めぐ アコースティックワンマンライブ 夏だ！祭りだ！わんさかえんさか！                                        | 椎名町   | Cafe & Diner Offza | [ 262 ]       |
| 2024   | 8月4日夜 | 遠坂めぐ ファンミーティング 切れ味が落ちる前に Vol.1                                                            | 椎名町   | Cafe & Diner Offza | [ 262 ]       |
| 2025   | 3月30日  | 遠坂めぐ 初のホールワンマンライブ2025 〜日が沈むまでキレハシズム〜                                              | 浅草     | 浅草花劇場         | [ 39 ] [ 40 ] |

- 2020年3月20日にワンマンライブ Live-note vol.1の開催を予定していたが、コロナ禍のため、同年6月12日に延期した[263]。しかし、6月12日も開催できず、無期限延期とした[264]。結局、2020年、2021年は1度もワンマンライブが開催できず、2022年3月12日に2年越しのワンマンライブ Live-note vol.1を開催した[13]。
- 2023年までは遠坂めぐのピアノ弾き語りをギター、ベース、ドラムがサポートする編成だったが、2024年3月のワンマンライブで「ピアノ弾き語りからの卒業」を宣言し、それ以降のワンマンライブではピアノのサポートを入れて、遠坂めぐはヴォーカルに専念している。
- 遠坂めぐのアーティスト活動はワンマンライブを中心に展開しており、フリーライブもワンマンライブを成功させるためのステップであるとしている。ワンマンライブの会場は小さなライブハウスから始まり、少しずつ収容人数の大きな会場に移り、2025年3月には初めて固定席のあるホールにて行った。最終目標が日本武道館でのワンマンライブであることを公言している[265]。

#### サポートメンバー
- 太田貴之 - ギター
- 三井大生 - バイオリン、ギター
- 田中ひなの - ピアノ、キーボード
- 奥野翔太 - ベース
- 田中航 - ドラム

### フリーライブ・主催イベント
- 2023年9月以降、観覧無料、予約不要のフリーライブをたびたび行い、あわせてグッズ販売、サイン会も開催している。特に東京では、2023年10月以降、用賀GMOインターネットタワーでの GMO LIVE にて遠坂めぐのフリーライブ＆サイン会を毎月1回行っている。小学生の親子連れの参加が多いのも特徴である[266]。
- 2024年7月のGMO LIVE フリーライブでは2024年1月のフジテレビ系TEPPENにて共演した人気ピアニストハラミちゃんと半年ぶりに共演した[267][268]。
- 首都圏以外では、2024年3月に三重県にてフリーライブを開催したのを皮切りに、5月には大阪、6月には名古屋でのイベントに参加するなどして、全国のファンに会いに行く活動も積極的に行っている。
- フリーライブの模様は録画・撮影を自由とし、それをSNSで公開・拡散するのも自由としている。現在、ファンが公開したフリーライブの演奏動画がネット上に数多く見られる[269]。
- フリーライブでは準備中のサウンドチェックの際に適当なメロディに思いつきの歌詞を入れて歌うことが恒例となっているが、聴衆のあいだではそれも「サウンドチェックの歌」というプログラムとして楽しみの一部となっている。アドリブなので当然ながら歌詞も曲も毎回違っているが、遠坂めぐのアドリブ能力が楽しめる[270]。

#### 2023
- 遠坂めぐ ミニライブ＆サイン会（2023年9月18日、東急プラザ渋谷）[271][272]
- GMO LIVE フリーライブ＆サイン会（2023年10月28日[273][274]、11月25日[275]、12月16日[276]、用賀GMOインターネットタワー）

#### 2024
- GMO LIVE フリーライブ＆サイン会（2024年1月20日[277]、2月10日[278]、3月2日[279]、4月20日[280]、5月25日[281]、6月29日[282]、7月24日[283]、8月24日[284]、9月28日[285]、11月16日[286]、12月14日[287]、用賀GMOインターネットタワー）
- 遠坂めぐ グッズ販売＆サイン会 in名古屋（2024年6月2日、名古屋矢場町中駒ビル）[288]
- 遠坂めぐ 無料ライブ&グッズ販売サイン会 in仙台（2024年6月8日、仙台青葉の風テラス）[289]
- 遠坂めぐ〜1stフルアルバム「キレハシズム」リリース記念イベント〜フリーライブ&特典会（2024年12月15日、福岡HMV&BOOKS HAKATA）[290]
- 遠坂めぐ〜1stフルアルバム「キレハシズム」リリース記念イベント〜フリーライブ&特典会（2024年12月22日、札幌HMV札幌ステラプレイス）[291]

#### 2025
- 遠坂めぐ 初の埼玉！フリーライブ＆特典会（2025年1月5日、越谷イオンレイクタウンmori（ヴィレッジヴァンガード+PLUS））[292]
- GMO LIVE フリーライブ＆サイン会（2025年1月25日[293]、2月22日[181]、5月24日[250]、6月21日[294]、7月23日[244]、8月16日[295]、用賀GMOインターネットタワー）
- 遠坂めぐ 無料ライブ&グッズ販売サイン会 in町田（2025年2月16日、町田ターミナルプラザ）[181]
- 遠坂めぐ 無料ライブ&ハイタッチ会 in浪江（福島県）（2025年3月12日、道の駅なみえ）[296]
- 遠坂めぐ 無料ライブ&グッズ販売サイン会 in盛岡（2025年3月16日、イオンモール盛岡南）[296]
- 遠坂めぐ 無料ライブ&グッズ販売サイン会 in高松（2025年4月26日、高松丸亀町壱番街前ドーム広場）[250]
- 遠坂めぐ 無料ライブ&グッズ販売サイン会 in愛知（2025年7月26日、MEGAドン・キホーテ豊橋店）[244]

### YouTubeライブ
- YouTubeライブの定期配信を2025年1月から、毎週水曜日20時よりYouTube公式チャンネル（遠坂めぐ）にて行っている。配信ではファンとチャットを通じて交流しながら、オリジナル曲やカバー曲のピアノ弾き語りを披露する[38]。2025年6月をもって定期配信を終了し、以降は不定期配信のみを行っている。なお、今後の状況次第では定期配信を再開する可能性もあることを示唆している[41]。
- コロナ禍でYouTubeでの動画配信を開始した2020年4月以来、毎週土曜日23時よりYouTubeライブの定期配信を続けてきたが、2024年には土日にイベント出演が増えて土曜のライブ配信が月に1～2回となったため、土曜の定期配信は2024年12月をもって終了した[38]。
- 不定期配信としては、チャンネル登録者数30万人、40万人の記念として、「質問答えまくりライブ配信」を行ったことがある[297][298]。そのほかにはゲリラライブや他のYouTuberとのコラボ配信[299]、最近ではフリーライブの本番前配信、プレゼント開封配信、深夜の晩酌配信なども行っている。
- 定期配信では遠坂めぐ個人のエピソードにまつわるクイズ「めぐめぐクイズQ」を行い、正解者のリクエストに応じてカバー曲などを歌った。記念配信やゲリラ配信ではチャットのリクエストに応じて即興的に歌や演奏を披露することがある。

## 執筆
- コラム「ミュージシャンからアーティストになった瞬間」（「そのとき（わたしの）歴史が動いた」『小説新潮』2022年12月号）[18][19]
- エッセイ「インフルエンサーと呼ばれるまで」（「画面の中の"あの人"の一日」『小説新潮』2023年3月号）[300]

## 受賞歴
- ミス慶應SFCコンテスト2019ファイナリスト[7]、LaLa賞[8]
- TikTok ハッシュタグ企画「#TikTokに春が来た」(2022)優秀賞[301]
- YouTube Creator Awards 銀の盾(Silver Creator Award)[302]
- TikTok Awards 2022 Music Creator of the Year （TikTok Music部門 最優秀賞）[20]